# 三条万里子
三条 万里子（さんじょう まりこ、Mariko Sanjo、1933年6月12日 - ）は、東京都出身ニューヨーク在住の振付師、演出家、モダンダンサー。

## 概略
3歳で大野弘史に入門、1952年に独立。
1962年、アルビン・エイリーに招待されて渡米。1964年までエイリー及びドナルド・マッケイル両舞踊団のソリストとしての公演活動。その間、マーサ・グラハム、ホセ・リモン、ルイ・ホースト（振付）に師事。1966年フルブライト奨学金を得て再渡米。
以来、活動と生活の本拠をニューヨークにおき、日本での公演活動と指導も多数行う。独自の指導法で多くの人々と交流し、その活動は2004年まで続く。この間、音楽・バレエ批評家協会賞（1966年）、文部省芸術祭奨励賞（1968年）、New York State CAPS （Creative Artists Program Service）Award振付賞（1978年）を受ける。
また、1976年より1979年までアーチスト・イン・レジデンスとしてニューヨーク市立大学の振付に籍をおく。1980年、国際タンツアカデミーの招聘により、ドイツ・ケルンにて国際振付コンクールの審査及びセミナーと公演を行った。
代表作として、ニューヨーク初演の「土偶ーJOMON」「鳥」及び「Voice I~VII」「舞踊論 I~IV」のシリーズなどがある。ニューヨーク、東京を主にケルン、サンフランシスコ、ソウル、テルアビブ、エルサレム、名古屋、大阪などで上演された。
2002年8月、『イカルスのように』を刊行した。

## 受賞歴
- 1966年 - 音楽・バレエ批評家協会賞[1][2]（The Japan Ballet and Music Critics Association, at the Foreign  Correspondents Club in Tokyo)

- 1968年 - 第22回文部省芸術祭奨励賞[1]、音楽新聞新人賞[1]、第10回舞踊ペンクラブ個人演技賞[1]
- 1978年 - New York State CAPS Award振付賞[1]

## 代表作品
- 「土偶—JOMON」1967年
- 「鳥」1975年
- 連作「舞踊論」I 〜IV、1968年
- 連作「Voice 」I ~VII、1976年

## 主な公演
- 1954-62年　三条万里子舞踊研究所発表公演/東京
- 1955-58年　青年バレエグループ所属、公演活動
- 1957-58年　七人の会、北斗の会（江口隆哉門下）客演
- 1959年　現代舞台芸術協会所属公演（日本青年会館ホール）
- 1962年
  - 第15回アメリカン・ダンスフェスティバル参加（コネチカット）
  - マーサ・クラーク（英語版）、ジャネット・ソースとカンパニーを組み公演、ドナルド・マッケイル新作主演「伝説的な風景」（ハンター・プレイハウス/New York）
- 1963年
  - 新振付家公演（ジュリアードスクール、カウフマン・コンサートホール/New York）
  - デューク・エリントンショー参加「マイ・ピープル」（マコーミックシアター/Chicago）
- 1964年　バレエ・ド・ブルー客演「春の祭典」（産経ホール/東京）
- 1965年
  - 「エレクトラ」初演、「対話」他（草月ホール/東京）
  - バレエ・ド・ブルー客演「デアスポラ」（産経ホール/東京）
- 1966年
  - NHKテレビ芸術劇場出演「ネペンテス」「軌」「エレクトラ」初演（自作３作品NHK TV放映）
  - NHKバレエの夕べ客演「パエトーン」（産経ホール/東京、NHK TV放映）
  - 新振付家公演 （クラークセンター /New York）
- 1967年
  - ニューヨークデビュー公演「土偶-JOMON」 （カウフマン・コンサートホール/New York）
  - 新振付家公演「プレリュード」「土偶」「軌」「対話」（クラークセンター/New York）
  - 「シャコンヌ」「コンチェルト」初演 （虎ノ門ホール/東京）
- 1968年
  - 「舞踊論I」初演 （虎ノ門ホール/東京）
  - Mariko Sanjo & her Company （カウフマン・コンサートホール/New York）
- 1969年　「舞踊論II」初演（カウフマン・コンサートホール/New York）
- 1972年　「光の中で踊る」（ゲーテ・インスティトュート東京）
- 1975年
  - Music from Japan （ジャパン・ソサエティ/New York）
  - 「エクイノックス」初演（アズマ・ギャラリー/New York）
  - 「鳥」初演（バーナード・カレッジ・プレイハウス/new York、1994年まで同作を踊る）
- 1976年
  - 三条万里子ボディトレーニング レクチャー（New York、東京）
  - 「タマゴ」初演ダニエル・ナグリン（英語版）とのジョイントコンサート/都市センター）
  - 「Voice I」初演 （アメリカン・シアター・ラヴァラトリー/New York）
  - 「サラバンド」初演「キエロスクロウ（光と影）」（ジャパン・ソサエティ/New York）
- 1977年
  - 「テイク33」初演 （グレートホール・シティカレッジ /New York）
  - 「Voice II」初演 （クラークセンター/New York）
  - 「Voice III」初演 （シティカレッジ・グラジュエイト・センター/New York）
  - 「Voice I, II, III」（ABCホール/東京）
  - 「鳥」（上智大学講堂/東京）
  - 「鳥」シェイクスピア・フェスティバル（デラコートシアター・セントラルパーク/New York）
  - 「舞踊論III」初演（アメリカン・シアター・ラヴァラトリー/New York）
  - 「Voice III」初演 （ジャパン・ソサエティ/New York）
- 1978年　「予感I」初演（グレートホール・シティカレッジ /New York）
- 1979年　シャコンヌ招待作品（グレートホール・シティカレッジ /New York）
- 1980年　「鳥」（ケルン、名古屋、サンフランシスコ）
- 1982年「舞踊論IV」初演（ビデオスタジオジョイント/東京）
  - 「鳥」他（ソウル/韓国）
  - 流体の記号（アキラ・イケダギャラリー/東京）
- 1983年
  - 「一人のためのデュエット」初演（草月ホール/東京）
  - 「一人のためのデュエット」追加公演（草月ホール/東京）
- 1984年　「予感II」初演 （ルナホール/大阪、芸創センター/名古屋、新宿文化センター/東京）
- 1985年
  - 「Voice VI」初演 （アジア・ソサエティ/New York）
  - 「ハニワI」初演
  - 「リフレクション」初演、「一人のためのデュエット」「鳥」再演
  - 「Voice V」初演 （タワーホール）
  - 「Voice V」再演 （ルナホール/大阪、芸創センター/名古屋、草月ホール/東京）
- 1986年
  - 「ハニワII」初演、「Voice VII」（新宿文化センター小ホール/東京）
  - 「応答する鏡」レクチャー・デモンストレーション（アメリカ文化センター/東京）
- 1987年
  - 「アリア」「カノン」「ララバイ」初演 （青山円形劇場/東京）
  - 「能舞台との交響: 三条万里子幽玄空間に舞う」 （熱田神宮能楽殿/名古屋）
- 1988年
  - 「ヴィジョンズ」初演、「カノン」「ララバイ」再演「Voice V」（青山円形劇場/東京）
  - 「朝の曲」初演 「カノン」「鳥」再演（テルアビブ/イスラエル）
  - 「翔 （ｼｮｳ）」初演 「Voice 」
  - 三条万里子・藤田六郎兵衛ジョイントリサイタル — 伝統と現代の交響
- 1989年
  - 「予感II」「風に」初演（エルサレム・テルアビブ/イスラエル）
  - 第1回アルーバ・ダンスフェスティバル（アルーバ、ダッチカリビアン）
- 1992年
- 「翔（kakeri）」初演、「鳥」再演（天理ギャラリー/New York）
- 「Evil The Cosmic Shadow」”Voice in the Shadow” （セント・ピーターズチャーチ/New York）
- 1994年　「Voice V」「鳥」再演（草月ホール/東京）
- 1996年　「パッセージ（径）」初演（新宿文化センター、名古屋愛知芸術劇場リハーサル室）
- 2004年　「ボレロ」「カルミナブラーナ」初演（名古屋チクサ座）